# Herkulesporten

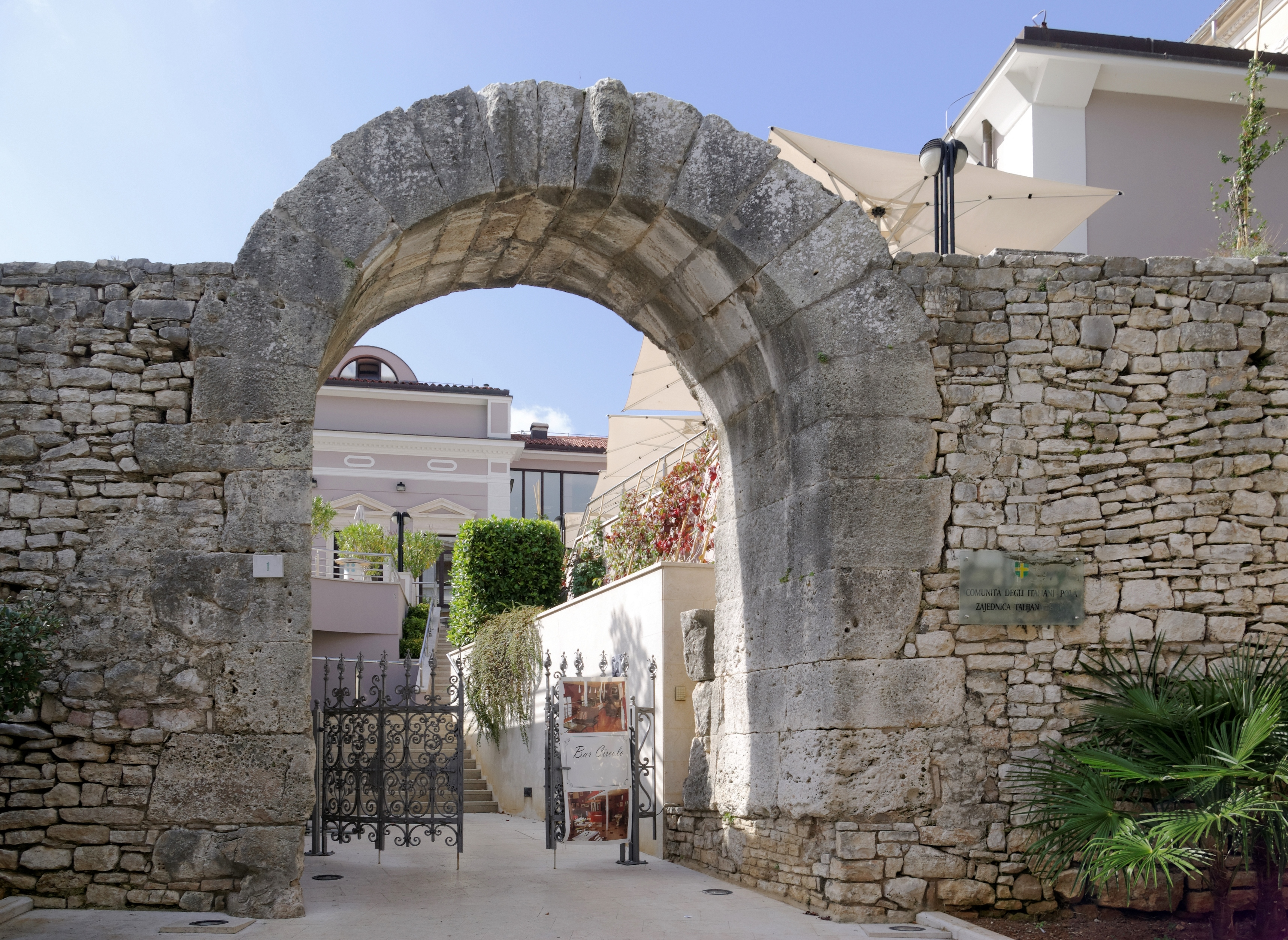
Herkulesporten 2014.

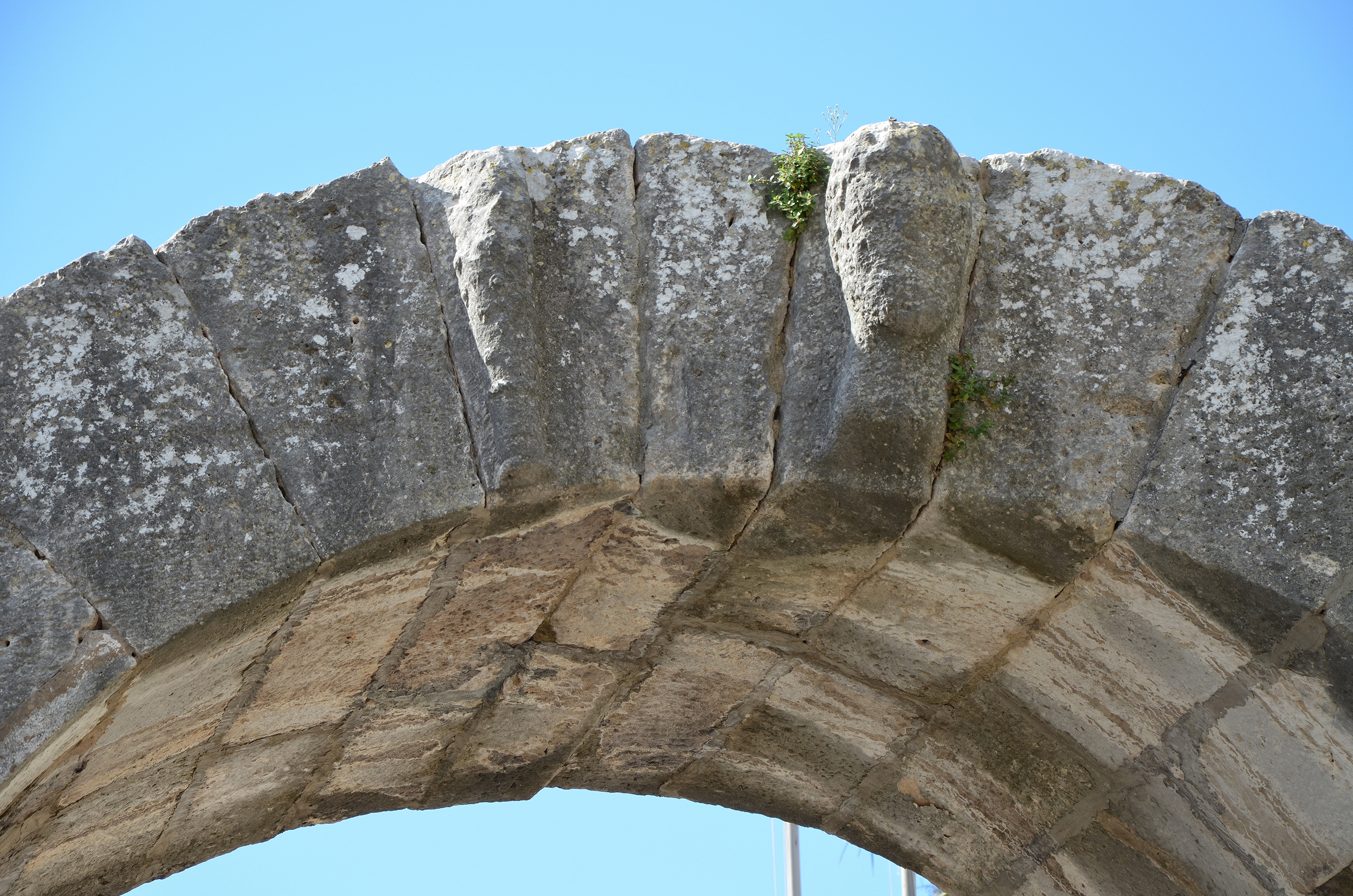
Detaljbild av valvbågen 2013.

Herkulesporten (kroatiska: Herkulova vrata, italienska: Porta Ercole) är en antik romersk stadsport i Pula i Kroatien. Den uppfördes i mitten på 000-talet f.Kr. och är det äldsta exemplet av romersk arkitektur i Pula och en av stadens sevärdheter. Herkulesporten ligger öster om borgen i centrala Pula och står mellan två låga torn, troligtvis uppförda under medeltiden, och utgör ingången till den byggnad som idag används av den italienska föreningen. Dess enkla utformning vittnar om att den inte var en stadsport av betydelse i det antika Pula. Porten är uppkallad efter den romerska gudomen Herkules.

## Historik och beskrivning
Herkulesporten är en enkel konstruktion byggd av stenblock. Det är en valvbåge med en öppning som är 3,6 meter bred. Konstruktionen är drygt 4 meter hög. Centralt över portens passage finns en relief, en knappt igenkännlig avbildning av Herkules. Till vänster om reliefen en klubba som var hans attribut. På den forna stadsporten finns även en inskription med Pulas romerska namn, Colonia Iulia Pola Pollentia Herculanea, samt namnen på de romerska ämbetsmännen Lucius Calpurnius Piso Caesoninus och Lucius Cassius Longinus som av den romerska senaten hade fått i uppdrag att grunda den romerska kolonin som är Pulas föregångare.